# Округ Харфорд (Мериленд)
Харфорд (енгл. Harford County) је округ у америчкој савезној држави Мериленд.

## Демографија
По попису из 2010. године број становника је 244.826, што је 26.236 (12,0%) становника више него 2000. године.
| Група             | 2000.           | 2010.           |
| Белци             | 187.548 (85,8%) | 194.004 (79,2%) |
| Афроамериканци    | 20.260 (9,3%)   | 31.058 (12,7%)  |
| Азијати           | 3.313 (1,5%)    | 5.826 (2,4%)    |
| Хиспаноамериканци | 4.169 (1,9%)    | 8.613 (3,5%)    |
| Укупно            | 218.590         | 244.826         |